# Rahling
Rahling é uma comuna francesa na região administrativa de Grande Leste, no departamento de Mosela. Estende-se por uma área de 21,3 km². Em 2010 a comuna tinha 771 habitantes (densidade: 36,2 hab./km²).